# Андгуладзе, Георгий (певец)
Георгий Андгуладзе (груз. გიორგი ანდღულაძე; р. 1984, Тбилиси) — оперный певец (бас). Родился в Тбилиси, Грузинская ССР. Окончил Accademia delle Voci Verdiane, оперный дебют состоялся в Италии «Фестиваль Дж. Верди», где исполнил партию Феррандо в опере «Трубадур» Дж. Верди.

## Карьера
Некоторые из его опера выступлений:
- Буонафеде, Лунный мир — Театро Комунале ди Феррара (Италия), дирижёр Рокко Чианчиотта 2009
- Буонафеде, Лунный мир — Театр Каппаро (Италия), дирижёр Рокко Чианчиотта 2009
- Уберто, Служанка-госпожа — Театр Ариосто, дирижёр Марко Фиорини 2011
- Феррандо, Трубадур — Театр Верди в Буссето, дирижёр Микеле Мариотти 2011[2]
- Феррандо, Трубадур — Театр Магнани в Фиденцы, дирижёр Микеле Мариотти 2011
- Рамфис, Аида — Театр Пармы (Италия), дирижёр Антонио Фоглиани 2012[3]
- Йорг, Стиффелио — Театр Пармы (Италия), дирижёр Андреа Баттистони 2012
- Монтероне, Риголетто — Театр Пармы (Италия), фестиваль Верди, дирижёр Даниэль Орен 2012
- Бас, Реквием Верди — Фонд Перголези Спонтини ди Йези 2013
- Эскамильо, Кармен — Июль Музикале Трапанесе, дирижёр Иво Липанович 2014
- Мажордом, Каприччио (экстракт) — Аудитория Райнер III, Монте-Карло, дирижёр Джеффри Тейт 2015
- Эскамильо, Кармен — Центр оперного пения Галины Вишневской, Москва, дирижёр Вальтер Аттанаси 2015
- Фараон, Аида — Общественный театр-ди-Ровиго, дирижёр Марко Боэми 2015
- Эскамильо, Кармен — Седжонг Центр исполнительских искусств, Корея, дирижёр Гаэтано Солиман 2015
- Фараон, Аида — Театр Верди ди Писа, дирижёр Марко Боэми 2016
- Басс «Стабат матер» (Дж. Россини), Базилика Санта-Мария- ин-Арачели, Рим, дирижёр Джанлуиджи Гельметти, 2016
- Массимилиано « Разбойники» (Дж. Верди) ,Театр Верди Буссето, Фестиваль Верди, дирижёр Симон Кречич, 2016
- Филипп II «Дон Карлос» (Дж. Верди), Опера Румынии, Крайова, 2016
- Командор «Дон Жуан» (В. А. Моцарт), Конгресс центр, Злин, 2016
- Фиеско «Симон Бокканегра» (Дж. Верди), Опера Румынии, Крайова, 2016
- Рамфис «Аида» (Дж. Верди) , Международный Оперный Фестиваль им. Ф. И. Шаляпина, Татарский театр оперы и балета, Казань, 2017
- Рамфис «Аида» (Дж. Верди), Тбилисский театр оперы и балета, дирижёр Даниел Орен, 2017
- Басс «Реквием» (Г. Доницетти), Базилика Санта Мария ин Арачели, Рим, дирижёр Джанлуиджи Гельметти, 2017
- Массимилиано « Разбойники» (Дж. Верди) ,Театр Верди Буссето, Фестиваль Верди, дирижёр Симон Кречич, 2017
- Тимур «Турандот» (Дж. Пуччини), 63 Фестиваль Пуччини, Торре дель Лаго, дирижёр Альберто Веронези, 2017
- Царь «Аида» (Дж. Верди), Оперный фестиваль Арена ди Верона, дирижёр Андреа Баттистони, 2017
- Царь «Аида» (Дж. Верди), Театр Петруцелли, Бари, дирижёр Джампауло Бисанти, 2017
- Оворезе «Норма» (В. Беллини), Театр Джузеппе Верди, Салерно, дирижёр Даниел Орен, 2017
- Захария «Набукко» (Дж. Верди), Оперный театр, Ливорно, дирижёр Марко Севери, 2017
- Спарафучиле «Риголетто» (Дж. Верди), Театр Реджо, Парма, дирижёр Франческо Иван Чампа, 2018

## Вокальные партии
| партия       | опера                         | композитор       |
| ------------ | ----------------------------- | ---------------- |
| Эскамильо    | Кармен                        | Ж. Бизе          |
| Дулькамара   | Любо́вный напи́ток              | Г. Доницетти     |
| Басс         | Реквием                       | Г. Доницетти     |
| Буонафеде    | Лунный мир                    | Ф. Й. Гайдн      |
| Дон Жуан     | Дон Жуан                      | В. А. Моцарт     |
| Командор     | Дон Жуан                      | В. А. Моцарт     |
| Бас          | Реквием                       | В. А. Моцарт     |
| Уберто       | Служанка-госпожа              | Дж. Б. Перголези |
| Бас          | Маленькая торжественная месса | Д. Россини       |
| Тимур        | Турандот                      | Дж. Пуччини      |
| Бас          | Стабат матер                  | Д. Россини       |
| Мажордом     | Каприччио                     | Р. Штраус        |
| Фараон       | Аида                          | Дж. Верди        |
| Рамфис       | Аида                          | Дж. Верди        |
| Филипп II    | Дон Карлос                    | Дж. Верди        |
| Захария      | Набукко                       | Дж. Верди        |
| Феррандо     | Трубадур                      | Дж. Верди        |
| Массимилиано | Разбойники                    | Дж. Верди        |
| Бас          | Реквием                       | Дж. Верди        |
| Спарафучиле  | Риголетто                     | Дж. Верди        |
| Фиеско       | Симон Бокканегра              | Дж. Верди        |
| Йорг         | Стиффелио                     | Дж. Верди        |

## Дискография
| Год  | Опера     | Роль   | В ролях | Дирижёр            | Режиссёр            | Oркестр и хор                           | Запись студия |
| ---- | --------- | ------ | --- | ------------------ | ------------------- | --------------------------------------- | ------------- |
| 2012 | Аида      | Рамфис | Карло Малинверно, Мариана Пенчева, Сусанна Бранкини, Валтер Фраккаро, Алберто Гадзале, Ю Гуанкун                | Антонио Фоглиани   | Джозеф Франкони Ли  | Oркестр и хор Tеатр Пармы (Италия)      | Наксос        |
| 2012 | Стиффелио | Йорг   | Роберто Ароника, Ю Гуаикун, Роберто Фронтали, Габриеле Манжионе, Козимо Васалло, Лорелай Солис                  | Андреа Баттистони  | Гай Монтавон        | Oркестр и хор Tеатр Пармы (Италия)      | Наксос        |
| 2017 | Турандот  | Тимур  | Мартина Серафин, Амади Лага,Андреа Дзаупа ,Георгий Андгуладзе, Анжела де Лючия, Уго Таркуини, Тициано Боронтини | Альберто Веронези, | Альфонсо Синьорини, | Оркестр и Хор Пкччини Фестиваль(Италия) | Moндaдoри     |